# 웨일스 보수당
웨일스 보수당(영어: Welsh Conservative Party, 웨일스어: Ceidwadwyr Cymreig)은 웨일스의 정당이다. 현재 플라이드 컴리 다음으로 의석을 확보하고 있으며, 웨일스 지역 내에서는 제3당이며 웨일스 의회에서는 제2야당을 유지하고 있다.